# Ушейх, Хассан
Хассан Ушейх (род. 1 января 1976) — марокканский боксёр, представитель легчайшей весовой категории. Выступал за национальную сборную Марокко по боксу в 2000 году, участник летних Олимпийских игр в Сиднее.

## Биография
Хассан Ушейх родился 1 января 1976 года.
Впервые заявил о себе в боксе на международной арене в сезоне 1994 года, когда вошёл в состав марокканской национальной сборной и выступил на чемпионате мира среди юниоров в Стамбуле, где в 1/16 финала наилегчайшей весовой категории был побеждён алжирцем Мехди Ассусом.
В 2000 году в лёгком весе выиграл серебряную медаль на открытом Кубке Норвегии в Осло. На Африканском олимпийском квалификационном турнире в Каире в легчайшем весе сумел дойти до финала, выиграв у всех соперников по турнирной сетке кроме алжирца Хишема Блиды, и тем самым удостоился права защищать честь страны на летних Олимпийских играх в Сиднее. На Играх, однако, уже в стартовом поединке категории до 54 кг в достаточно равном противостоянии по очкам уступил японцу Кадзумасе Цудзимото и сразу же выбыл из борьбы за медали.
После сиднейской Олимпиады Ушейх больше не показывал сколько-нибудь значимых результатов в боксе на международном уровне.